# 高天喜
高天喜（？—1758年），諡果義，甘肅省西寧府（今青海省西寧市）人，清朝政治人物、軍事將領。

## 生平
高天喜本為準噶爾人，雍正年間被清軍所俘。后高氏撫為子，所以從其族籍。之後從軍，升任保寧堡守備。乾隆二十二年，副將軍兆惠進攻伊犂，高天喜跟從參將邁斯漢赴援。正遇噶勒雜特百餘叛軍，其率眾攻擊殺之，獲其駝馬。既而，聽聞兆惠被困于濟爾哈朗，商議馳救，邁斯漢怯懦不進。巴里坤辦事大臣雅爾哈善聽聞，乾隆帝即奪邁斯漢官職，授以命高天喜接任。之後遷金塔協副將。再遷西寧鎮總兵，授領隊大臣。乾隆二十三年十月，清軍進攻葉爾羌，兆惠商議從間道襲取敵軍輜重，渡過黑水。高天喜督兵修橋渡師，未及一半，敵軍趕來。高天喜聽聞兆惠陷入賊陣，遂舍橋急忙趕赴，奮勇參戰，與鄂實、三格、特通額俱陣亡。乾隆帝賦詩惜之。諡果義，又賜其家白金千。乾隆二十五年，圖形紫光閣。

## 評價
高天喜死後，乾隆帝賦詩追悼：
|                                  | 爪牙之将，用不拘资，感予特达，授命何辞？百战百进，义弗旋踵，怒则面赤，是为血勇。呜呼！听鼓鼙之声，则思将帅之臣，听磬声，则思死封疆之臣。 |
| ——（清）魏源《圣武记》（卷十一） | |

## 延伸阅读
[在维基数据编辑]
 《清史稿/卷315》，出自趙爾巽《清史稿》